# Bulbophyllum filiforme
Bulbophyllum filiforme là một loài loài biểu sinh thực vật thuộc họ Orchidaceae, có ở Cameroon và Nigeria, where nơi sống tự nhiên của chúng là subtropical hoặc tropical dry, lowland evergreen forests. It was botanically described năm 1895, and is currently threatened by habitat loss due tới clearing of forests for the establishment of các đồn điền và other agricultural ventures. B. filiforme is the basionym for Vermeulen's treatment of it as Bulbophyllum resupinatum var. filiforme (Kraenzl.) J.J.Verm.